# Eurhynchiadelphus eustegia
Eurhynchiadelphus eustegia là một loài Rêu trong họ Brachytheciaceae. Loài này được (Besch.) Ignatov & Huttunen mô tả khoa học đầu tiên năm 2002.